# Callisthenia lacteata
Callisthenia lacteata là một loài bướm đêm thuộc phân họ Arctiinae, họ Erebidae.